# Palazzo di Teodorico
Il cosiddetto palazzo di Teodorico (o Teoderico) è un avanzo murario situato a Ravenna, lungo la via di Roma e vicino alla basilica di Sant'Apollinare Nuovo.
Dal dicembre 2014 il Ministero per i beni e le attività culturali lo gestisce tramite il Polo museale dell'Emilia-Romagna, nel dicembre 2019 divenuto Direzione regionale Musei.

## Descrizione

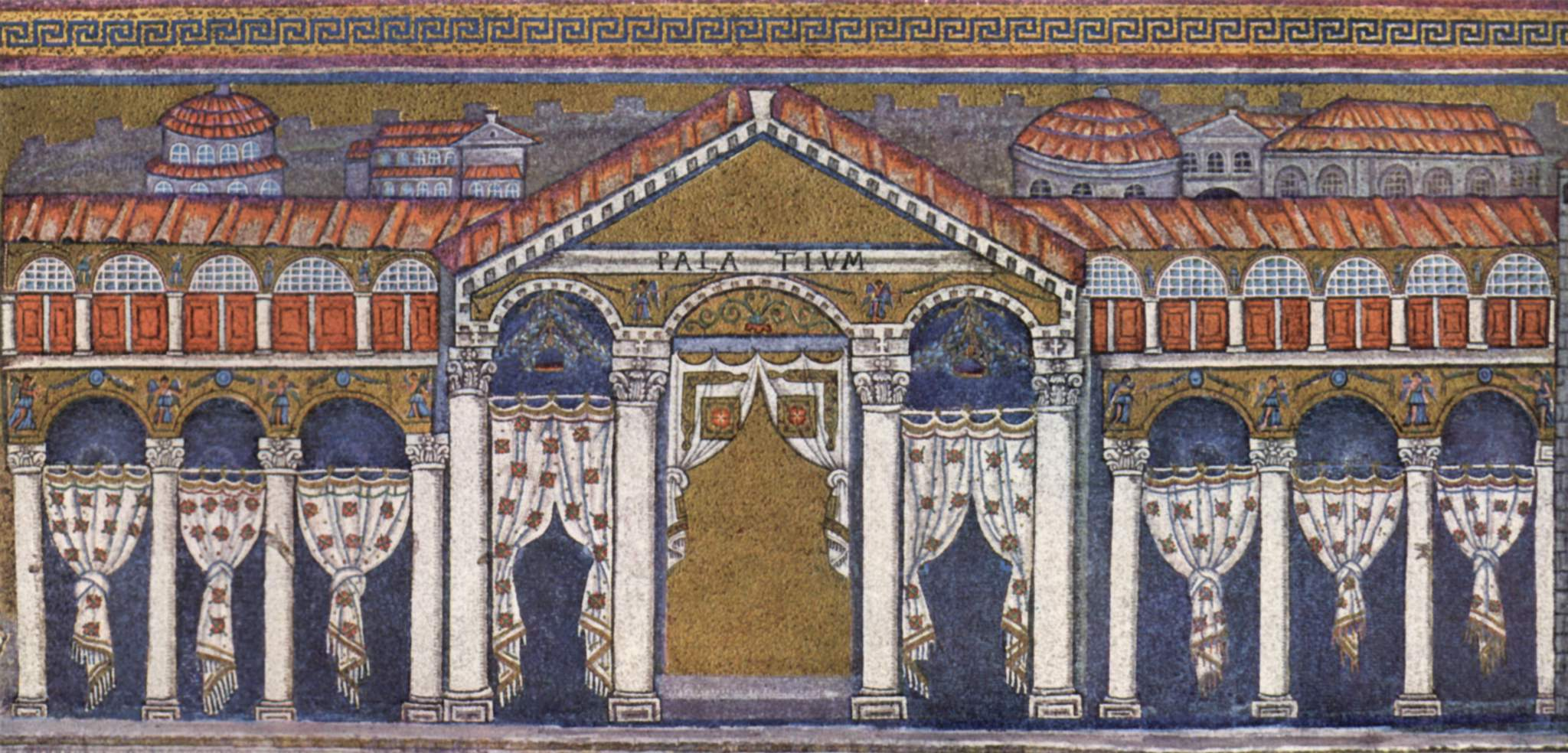
Mosaico rappresentante il palazzo di Teodorico (Sant'Apollinare Nuovo, inizi del VI secolo)

È chiamato per tradizione, "Palazzo di Teodorico", ma in realtà, questa facciata è quello che resta di una serie di costruzioni di epoche diverse.
Quanto resta oggi della costruzione si riduce al blocco di facciata. Resta ancora in discussione l'originaria funzione del fabbricato. Nei primissimi anni del Novecento alcuni studiosi (fra i quali Gaetano Savini, Corrado Ricci, Alessandro Testi Rasponi e Giuseppe Galassi) ritennero che potesse essere una costruzione risalente al VII-VIII secolo e legata al complesso palaziale nato per ospitare gli Esarchi (governatori della città). Nel 1921 Giuseppe Gerola, allora Soprintendente a Ravenna, formulò invece l'ipotesi che si trattasse degli avanzi della chiesa di San Salvatore ad Calchi (distrutta agli inizi del XVI secolo); questa ipotesi fu sviluppata qualche anno dopo da Paolo Verzone. 
Negli anni cinquanta del Novecento l'archeologo don Mario Mazzotti ha realizzato alcune indagini archeologiche allo scopo di potere meglio comprendere la storia dell'edificio, senza tuttavia giungere a conclusioni convincenti.
Lo studio storico del sito cominciò dopo la scoperta di alcuni mosaici pavimentali nel XIX secolo.